# Quiina parvifolia
Quiina parvifolia är en tvåhjärtbladig växtart som beskrevs av Joseph Lanjouw och v. Heerdt apud Pulle. Quiina parvifolia ingår i släktet Quiina och familjen Ochnaceae. Inga underarter finns listade i Catalogue of Life.